# Línea de retardo digital
Una línea de retardo digital es un elemento discreto en la teoría del filtrado digital, que permite a una señal ser retrasada por un número de muestras. Si la demora es una integral múltiple de muestras de líneas de retardo digitales se implementan frecuentemente como buffer circulares. Esto significa que la integral demorada puede computarse muy eficientemente.
El retardo por una muestra se anota {\displaystyle z^{-1}} y los retardos de {\displaystyle l} muestras se anotan como {\displaystyle z^{-l}} motivadas por el rol de la transformada Z que juega en describir las estructuras de filtrados digitales.
Si la demora no es una integral de una muestra de filtrados adicionales, se aplican para contar la fracción de la diferencia de retardo de una integral. Así, las líneas de retardo con retardos no integrales se llaman líneas de retardo fraccionales (Laakso Välimäki Karjalainen Laine  y  1996 ,  30 - 60)
Las líneas de retardo digitales se usan ampliamente en bloques de construcción de métodos para simular la acústica de habitaciones, instrumento musical y efecto digital de audio (Smith Lee ,  2007). La síntesis digital de guía de onda muestra como las líneas de retardo digitales pueden usarse como métodos de síntesis de sonido para varios instrumentos musicales, como instrumento de cuerda e instrumento de viento.